# Philipp I. (Baden)
Markgraf Philipp I. (* 6. November 1479; † 17. September 1533) hatte von seinem Vater Christoph I. 1515 die markgräflichen Besitzungen Baden (Baden-Baden), Durlach, Pforzheim und Altensteig sowie Teile von Eberstein, Lahr und Mahlberg übernommen und als dessen Statthalter verwaltet und 1527 geerbt.
1524–1527 versah er das Amt eines kaiserlichen Statthalters im Reichsregiment.

## Leben
Philipp war der fünfte Sohn des Markgrafen Christoph I. von Baden und der Ottilie von Katzenelnbogen. Sein Vater beabsichtigte eigentlich eine Erbteilung zu vermeiden und betrachtete Philipp als seinen für die Landesherrschaft am besten befähigten Sohn, dem er die Herrschaft über alle seine Lande übertragen wollte. Zudem war eine Heirat Philipps mit der Erbtochter, Johanna, des Markgrafen Philipp von Hachberg-Sausenberg – einer badischen Nebenlinie – geplant; damit wäre Philipp Herr eines beachtlichen Territoriums geworden. Die Hochzeit mit der Sausenburger Erbtochter scheiterte jedoch am Widerstand des französischen Königs.
Aufgrund des Widerstandes seiner weltlichen Brüder änderte Christoph später zweimal sein Testament.
Philipps Bruder Bernhard III. erhielt die linksrheinischen Besitzungen, sein Bruder Ernst die südbadischen Herrschaften Hachberg, Üsenberg, Sausenberg/Rötteln und Badenweiler.
Philipp nahm auf französischer Seite an den Italienischen Kriegen teil. 1501 kommandierte er ein Schiff der französischen Hilfsflotte, die Venedig im Kampf gegen die Türken unterstützte.
Philipp war während seiner Regentschaft insbesondere mit zeitüblichen Aufständen konfrontiert. In Fortsetzung der Bundschuh-Bewegung und immer wieder unter Führung von Joß Fritz erhoben sich insbesondere die Bauern und kämpften um ihre Rechte. Es kam vermehrt zu Übergriffen und Gewalt. Durch Durlach ziehend marschierten die Aufständischen zum Kloster Gottesau, das geplündert und völlig zerstört wurde – vor der Nase des Markgrafen. Dieser ging gegen die Heimatorte von Beteiligten vor und ließ z. B. in Berghausen drei Häuser in Brand stecken. Eigentliches Ziel war aber das Gebiet des Bischofs Georg von der Pfalz von Speyer, der sich schließlich zum Pfalzgrafen von Heidelberg flüchtete. Erst Kurfürst Ludwig V. gelang es 1525, die Aufständischen mit seinem Heer zu unterwerfen.
Philipp I. schloss mit seinen Bauern am 25. Mai 1525 den Vertrag von Renchen.
Er starb 1533 ohne männlichen Erben. Von seinen sechs Kindern überlebte ihn nur seine Tochter Maria Jakobäa (1507–1580), die seit 1522 mit dem Herzog Wilhelm IV. von Bayern verheiratet war. Seine beiden Brüder Ernst und Bernhard III. teilten seine Besitzungen unter sich auf – die dabei entstehenden Markgrafschaften Baden-Durlach und Baden-Baden bestanden bis zur Wiedervereinigung 1771 nebeneinander.

## Grab
Das Grab des Markgrafen Philipp I. von Baden befindet sich in der Stiftskirche Baden-Baden.

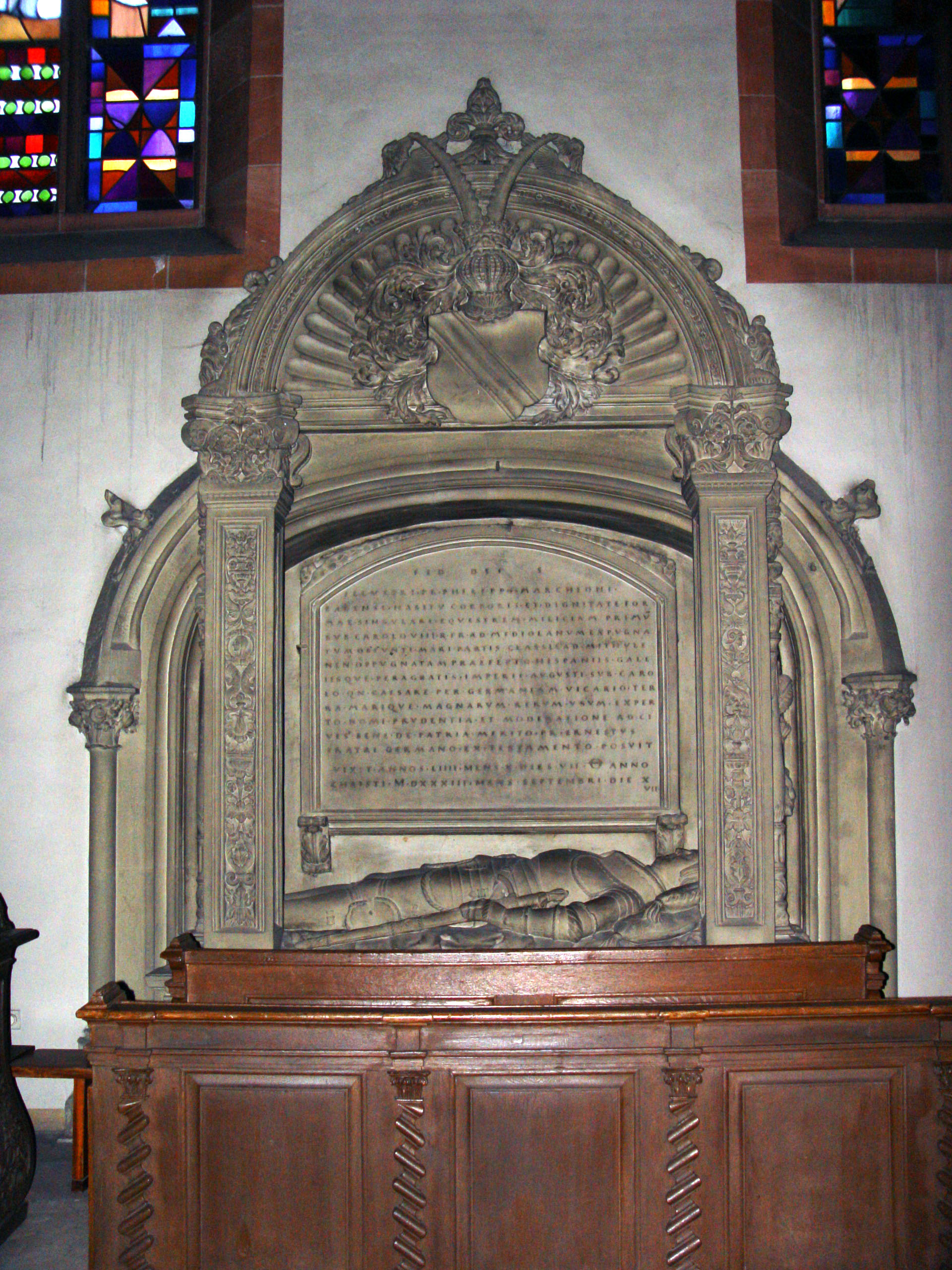
Grab von Philipp I. von Baden

Sein Grabmal ziert seine Skulptur in voller Lebensgröße und Rüstung, jedoch ohne Helm. Auf dem Grabmal ist folgende lateinische Inschrift zu lesen:
DEM GLAUBEN AN GOTT GEHEILIGT
DEM ERLAUCHTEN FÜRSTEN PHILIPP, MARKGRAFEN VON BADEN,
EINEM FÜRSTEN AUSGEZEICHNET DURCH KRAFT DES KÖRPERS UND SCHÖNHEIT DER GESTALT,
WELCHER DIE RITTERLAUFBAHN UNTER KARL VIII., KÖNIG VON FRANKREICH;
BEI DER BELAGERUNG VON MAILAND BEGANN,
WELCHER EINEN TEIL DER FLOTTE BEI DER BELAGERUNG VON MITHYLENE BEFEHLIGTE,
WELCHER SPANIEN UND FRANKREICH DURCHZOG,
WELCHER VERWESER DES REICHES IN DEUTSCHLAND UNTER KAISER KARL V. WAR,
WELCHER ZU WASSER UND ZU LANDE GROSSE DINGE VOLLBRACHTE,
WELCHER ZU HAUSE DURCH KLUGHEIT UND MÄSSIGUNG GEGEN DIE BÜRGER SICH UM
DAS VATERLAND VERDIENT GEMACHT HAT
– IHM –
DEM LEIBLICHEN BRUDER,
HAT NACH DESSEN LETZTEN WILLEN FÜRST ERNST DIES DENKMAL ERRICHTET,
ER LEBTE 54 JAHRE 10 MONATE 7 TAG,
UND STARB IM JAHRE 1533 AM 17. SEPTEMBER.
Der Grabstein stammt aus dem Jahre 1537 von Christoph von Urach, der noch weitere Werke in der Region erstellte.

## Ehe und Nachkommen
Markgraf Philipp I. heiratete am 3. Januar 1503 Elisabeth von der Pfalz (* 16. November 1483; † 24. Juni 1522), die Tochter des Kurfürsten Philipp von der Pfalz. Aus der Ehe gingen folgende Kinder hervor:
- Marie Jakobäa (* 25. Juni 1507; † 16. November 1580) ⚭ 3. Oktober 1522 Wilhelm IV. von Bayern
- Philipp (* 1508; † 16. Februar 1509)
- Philipp Jakob (* 1511; † 1511)
- Marie Eva (* 10. November 1513; † 11. November 1513)
- Johann Adam (* 1516; † 1516)
- Max Kaspar (* 1519; † 1519)